# Martinisommer
Martinisommer ist ein modernes Drei-Personen-Drama von Toni Bernhart, mit dem er zu den Werkstatttagen 2003 an das Wiener Burgtheater eingeladen wurde. Martinisommer wurde auch als Live-Hörspiel im Wiener Burgtheater (Kasino) am 18. Februar 2006 vor der ORF-Erstausstrahlung präsentiert. Die Uraufführung als Bühnenstück erfolgte anlässlich des 3. Tiroler Dramatikerfestival  im Theater in der Altstadt, Meran und im Westbahntheater, Innsbruck. Das Stück basiert auf der Ermordung des 16-jährigen Marinus Schöberl im brandenburgischen Potzlow im Juli 2002.

## Hintergrund
In der Nacht vom 12. auf den 13. Juli 2002 trafen die Brüder Marco und Marcel S. sowie Sebastian F. den 16-jährigen Marinus Schöberl auf der Straße und forderten ihn zum Trinken auf. Marco S., ein polizeilich bekannter Neonazi, soll dann begonnen haben, Schöberl als Juden zu beschimpfen. Marcel S. kannte Schöberl aus der Schule. Dieser trug Hip-Hop-Hosen, blondierte Haare und stotterte. Für die Täter war dies ein Grund, ihn als "Untermenschen" und als "nicht lebenswert" zu verachten. Nachdem die drei Schöberl mehrere Stunden misshandelt, ihm Schnaps eingeflößt, ihn geschlagen und auf ihn uriniert hatten, brachten sie ihn in einen nahe gelegenen Schweinestall. Dort drückten sie Schöberls Kopf auf die Kante eines steinernen Schweinetrogs, und Marcel S. sprang – in Nachstellung eines "Bordstein-Kicks" aus dem Film American History X – mit Springerstiefeln auf Schöberls Schädel, der nach Aussage der Täter danach "einfach nur Matsch" gewesen sei. Danach warfen die Brüder S. noch zweimal einen Stein auf den noch atmenden Jungen und versenkten den später leblosen Körper in der Jauchegrube des Stalls.
Obwohl sich die Täter öffentlich damit rühmten, einen "Assi" erschlagen zu haben und mehrere Bewohner Potzlows von den Vorgängen wussten, konnte die Spur, die zur Verurteilung der Täter führte, erst vier Monate nach dem Verschwinden von Marinus Schöberl aufgenommen werden.

## Umsetzung
Im Stück Martinisommer erzählen ein ermordeter Sohn, ein in Verdacht stehender Nachbar und eine tote Mutter "ihre Geschichten".

## Besetzung
Mutter (UA: Christina Khuen)
Der Junge (UA: Sabine Ladurner)
Mann (UA: Paul Demetz)

## Rezeption
- 2006 Bühnenstück, Uraufführung, Tiroler Dramatikerfestival im Westbahntheater, Innsbruck und Theater der Altstadt Meran, Regie Torsten Schilling, Ausstattung Helfried Lauckner
- 2006 ORF Hörspiel, ORF (Ö1)
- 2006 Rezension von Stephan Sigg im Netzmagazin, Nr. 139, Januar 2006
- 2006 Live-Hörspiel, Wiener Burgtheater (Kasino)
- 2006 Rezension von Claudia Peer, Literaturhaus Wien, 7. Februar 2006
- 2005 Rezension, Barbara Hoiß, Forschungsinstitut Brenner-Archiv, Universität Innsbruck
- 2003 Einladung zu den Werkstatttagen, Wiener Burgtheater / Deutscher Literaturfonds